# 蔣培坤
蒋培坤（1934年11月15日—2015年9月27日），中国文艺理论家、人权活动家。出生于江苏省无锡市大成村。历任中国人民大学助教、讲师、教授、美学研究所副所长、所长。北京市作家协会会员、独立中文笔会荣誉理事。他的妻子丁子霖是中国人民大学哲学系前副教授。他们17岁的儿子蒋捷连，于1989年六四天安门事件中在木樨地丧生，他们后来发起天安门母亲运动，呼吁平反六四。2015年9月27日去世。

## 早年生平
1934年11月15日，出生于江苏省无锡市锡北黄土塘镇大成村。
1954年，无锡市怀仁中学初中毕业。
1957年，无锡市第一中学高中毕业。
1961年，上海华东师范大学中文系本科毕业。
1964年，中国人民大学文学研究班研究生毕业。
1964年，中国人民大学语言文学系助教。
1966年，文化大革命爆发，学校停课。
1968年，中国人民大学撤销，下放到江西省余江县五七干校劳动。
1970年11月，与同事丁子霖结婚。 
1971年，返回北京，被分配到北京师范学院文艺系任教，后任该院学报编辑。
1978年，中国人民大学复校，回该校语言文学系任讲师。
1981年，加入北京市作家协会。
1984年，加入北京市九三学社。
1985年，越级提升教授。
1986年，调中国人民大学哲学系任教，兼任该校美学研究所副所长。
1988年，任中国人民大学美学研究所所长，应邀为北京师范大学刘晓波博士论文答辩委员会委员。

## 天安门母亲运动
- 1989年6月3日夜，蒋培坤和丁子霖的17岁儿子蒋捷连（英语：Jiang Jielian）在北京市内木樨地被中国人民解放军戒严部队枪杀。[4]
- 1993年，因参与丁子霖发起的“天安门母亲”群体，被中国人民大学撤销美学研究所所长等一切职务，停止招收研究生，停止一切教学与研究活动。[5]
- 1994年，同丁子霖一起被监视3个月。
- 1995年，同丁子霖一起被秘密关押43天。[6]
- 1996年，被中国人民大学责令提前四年退休；与丁子霖一起获法兰西自由基金会记忆奖。
- 1999年，因参加“六四十周年”纪念活动，与丁子霖一起，接受北京市国安局官员的分别“谈话”。[7]
- 1999年5月，因参与起草《自由与公民权利宣言》、《社会公正与公民权利宣言》，与丁子霖一起获意大利亚历山大·兰格基金会人权奖。
- 2000年，与丁子霖一起赴湖北、重庆、成都会见几位难属，整个行程被置于各地国安部门严密监控之下”[7]；因接待路易丝•惠勒•斯诺夫人、以及苏冰娴被扣与北京国安发生冲突[8]。
- 2004年，丁子霖、张先玲、黄金平因“文化衫”事件被刑事拘留，为此展开营救活动，与其他难属一起举办“六四十五周年”活动。
- 2008年，参与《零八宪章》首批签名。[9]
- 2009年9月，当选独立中文笔会荣誉理事。

自1993年起，凡重要的难属活动均戮力参加，在长达20多年里，与丁子霖一起，遭受北京市国家安全局的严密监控。自1995年“天安门母亲”难属群体的最早一份致人大常委会的公开信起，均参与起草。此外，还单独撰写了不少文章，收集在《丁子霖——六四受难者名册》、《生者与死者》、《寻访六四受难者》三本书中。
2015年9月27日，蒋培坤在江苏省无锡市郊家中因心脏病去世。

## 主要作品
1. 《马克思主义文艺论著选讲》（与他人合作，全国高等学校选编教材，中国人民大学出版社，1983年）
2. 《马克思恩格斯现实主义文艺思想研究》（中国人民大学出版社，1985年）
3. 《简明美学原理》（与他人合作，高等教育出版社，1986年）
4. 《古希腊罗马美学和诗学》（与丁子霖合著，山西人民出版社，1987年）
5. 《审美活动论纲》（中国人民大学出版社，1988年）
6. 《美学概论》（与周忠厚、丁子霖合编，文化艺术出版社，1988年）
7. 《国外马克思主义文论家文论选评》（与连铗、周忠厚合编，中国人民大学出版社，1991年）
8. 《生者与死者：为了中国的明天》（与丁子霖合著，香港：中国人权出版社，2000年）

## 奖项
| 年份   | 奖项                                            |
| ------ | ----------------------------------------------- |
| 1996年 | 法兰西自由基金会记忆奖（与丁子霖等共获）        |
| 1999年 | 意大利亚历山大·兰格基金会人权奖（与丁子霖共获） |